# Saint-Étienne-de-Chigny
Pour les articles homonymes, voir Saint-Étienne.
Saint-Étienne-de-Chigny est une commune française située dans le département d'Indre-et-Loire en région Centre-Val de Loire.
Ses habitants sont appelés les Stéphanois.

## Géographie

### Communes limitrophes
|                      | Ambillou                |        |
| Mazières-de-Touraine | Saint-Étienne-de-Chigny | Luynes |
| Cinq-Mars-la-Pile    | Berthenay               |        |

### Hydrographie

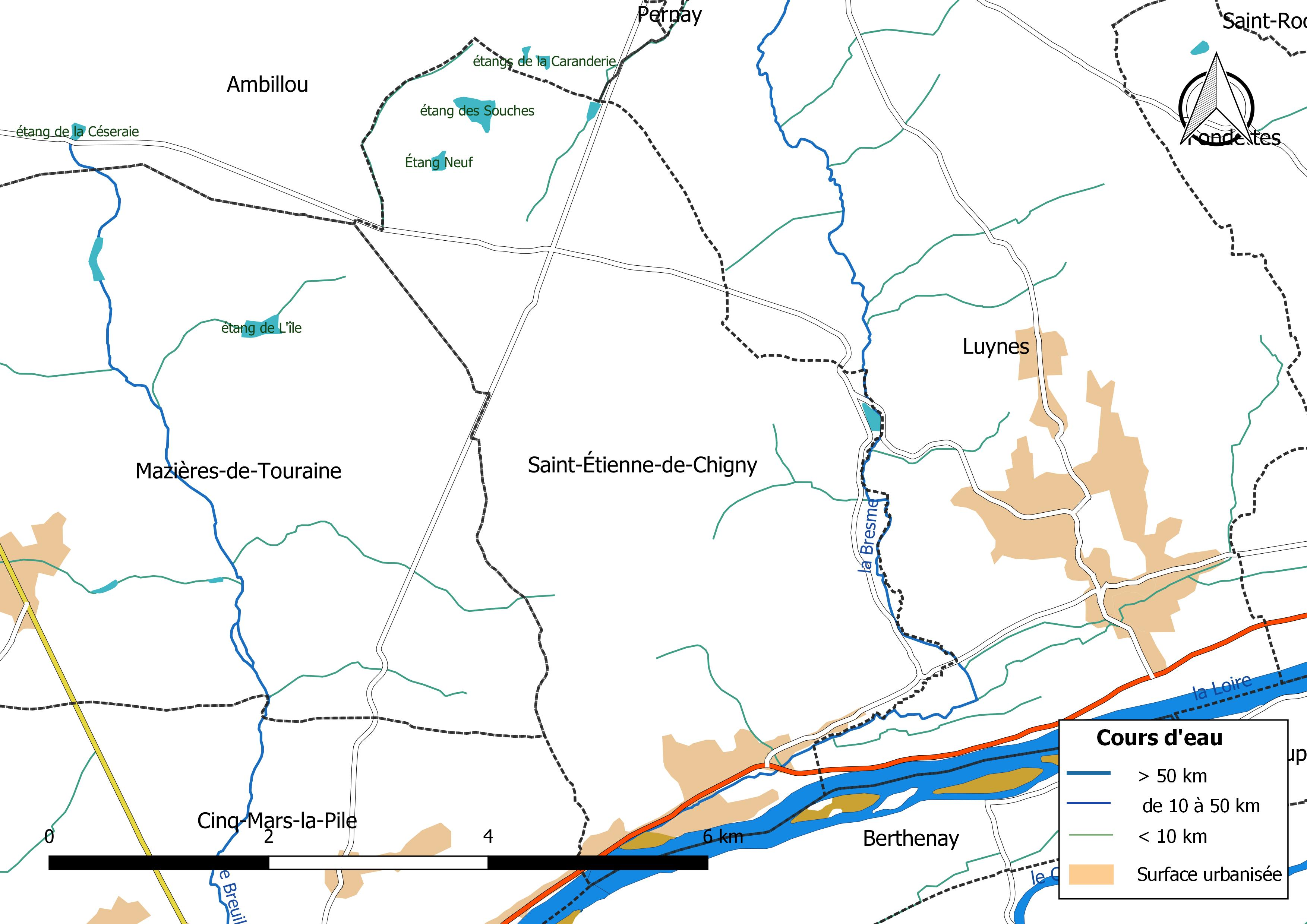
Réseau hydrographique de Saint-Étienne-de-Chigny.

La commune est traversée par la Loire (2,12 km). Le réseau hydrographique communal, d'une longueur totale de 14,49 km, comprend un autre cours d'eau notable, la Bresme (4,637 km), et neuf petits cours d'eau pour certains temporaires,.
Le cours de la Loire s’insère dans une large vallée qu’elle a façonnée peu à peu depuis des milliers d’années. Elle traverse d'est en ouest le département d'Indre-et-Loire depuis Mosnes jusqu'à Candes-Saint-Martin, avec un cours large et lent. La Loire présente des fluctuations saisonnières de débit assez marquées. Sur le plan de la prévision des crues, la commune est située dans le tronçon de la Loire tourangelle, qui court entre la sortie de Nazelles-Négron et la confluence de la Vienne, dont la station hydrométrique de référence la plus proche est située à Tours [aval pont Mirabeau]. Le débit mensuel moyen (calculé sur 62 ans pour cette station) varie de 112 m3/s au mois d'août  à 622 m3/s au mois de février. Le débit instantané maximal observé sur cette station est de 3 050 m3/s et s'est produit le 9 décembre 2003, la hauteur maximale relevée a été de 5,78 m ce même jour,. La hauteur maximale historique a été atteinte le 3 juin 1856 avec une hauteur inconnue mais supérieure à 6,20 m.
Sur le plan piscicole, la Loire est classée en deuxième catégorie piscicole. Le groupe biologique dominant est constitué essentiellement de poissons blancs (cyprinidés) et de carnassiers (brochet, sandre et perche).
La Bresme, d'une longueur totale de 26,9 km, prend sa source sur la commune de Semblançay au lieu-dit le Plessis de la Gagnerie, à 120 m d'altitude et se jette dans la Loire sur le territoire communal, à 39 m d'altitude à la pointe de l'île Belle Fille, après avoir traversé 7 communes. 
Sur le plan piscicole, la Bresme est également classée en deuxième catégorie piscicole.
Sept zones humides ont été répertoriées sur la commune par la direction départementale des territoires (DDT) et le conseil départemental d'Indre-et-Loire : « la vallée de la Loire de Mosnes à Candes-Saint-Martin », « l'étang du Carroi Jaune », « l'étang de la Cartonnière », « l'étang des Souches à la Cartonnière », « les mares du Bois de Tivoli », « l'étang de la Remellerie » et « la vallée de la Bresme du Bas Launay au Pont de Grenouille »,.

### Climat
Pour des articles plus généraux, voir Climat du Centre-Val de Loire et Climat d'Indre-et-Loire.
En 2010, le climat de la commune est de type climat océanique dégradé des plaines du Centre et du Nord, selon une étude du CNRS s'appuyant sur une série de données couvrant la période 1971-2000. En 2020, Météo-France publie une typologie des climats de la France métropolitaine dans laquelle la commune est dans une zone de transition entre le climat océanique et le climat océanique altéré et est dans la région climatique  Moyenne vallée de la Loire, caractérisée par une bonne insolation (1 850 h/an) et un été peu pluvieux. 
Pour la période 1971-2000, la température annuelle moyenne est de 11,2 °C, avec une amplitude thermique annuelle de 15 °C. Le cumul annuel moyen de précipitations est de 681 mm, avec 10,1 jours de précipitations en janvier et 7 jours en juillet. Pour la période 1991-2020, la température moyenne annuelle observée sur la station météorologique de Météo-France la plus proche, sur la commune de Fondettes à 7 km à vol d'oiseau, est de 11,9 °C et le cumul annuel moyen de précipitations est de 725,7 mm,. Pour l'avenir, les paramètres climatiques de la commune estimés pour 2050 selon différents scénarios d'émission de gaz à effet de serre sont consultables sur un site dédié publié par Météo-France en novembre 2022.

## Urbanisme

### Typologie
Au 1er janvier 2024, Saint-Étienne-de-Chigny est catégorisée commune rurale à habitat dispersé, selon la nouvelle grille communale de densité à sept niveaux définie par l'Insee en 2022.
Elle appartient à l'unité urbaine de Cinq-Mars-la-Pile, une agglomération intra-départementale regroupant deux  communes, dont elle est une commune de la banlieue,,. Par ailleurs la commune fait partie de l'aire d'attraction de Tours, dont elle est une commune de la couronne,. Cette aire, qui regroupe 162 communes, est catégorisée dans les aires de 200 000 à moins de 700 000 habitants,.

### Occupation des sols
L'occupation des sols de la commune, telle qu'elle ressort de la base de données européenne d’occupation biophysique des sols Corine Land Cover (CLC), est marquée par l'importance des forêts et milieux semi-naturels (52,5 % en 2018), une proportion sensiblement équivalente à celle de 1990 (52,8 %). La répartition détaillée en 2018 est la suivante : 
forêts (52,4 %), prairies (22,5 %), terres arables (12 %), zones agricoles hétérogènes (6,5 %), zones urbanisées (3,6 %), eaux continentales (1,8 %), espaces verts artificialisés, non agricoles (1,2 %), espaces ouverts, sans ou avec peu de végétation (0,1 %). L'évolution de l’occupation des sols de la commune et de ses infrastructures peut être observée sur les différentes représentations cartographiques du territoire : la carte de Cassini (XVIIIe siècle), la carte d'état-major (1820-1866) et les cartes ou photos aériennes de l'IGN pour la période actuelle (1950 à aujourd'hui).

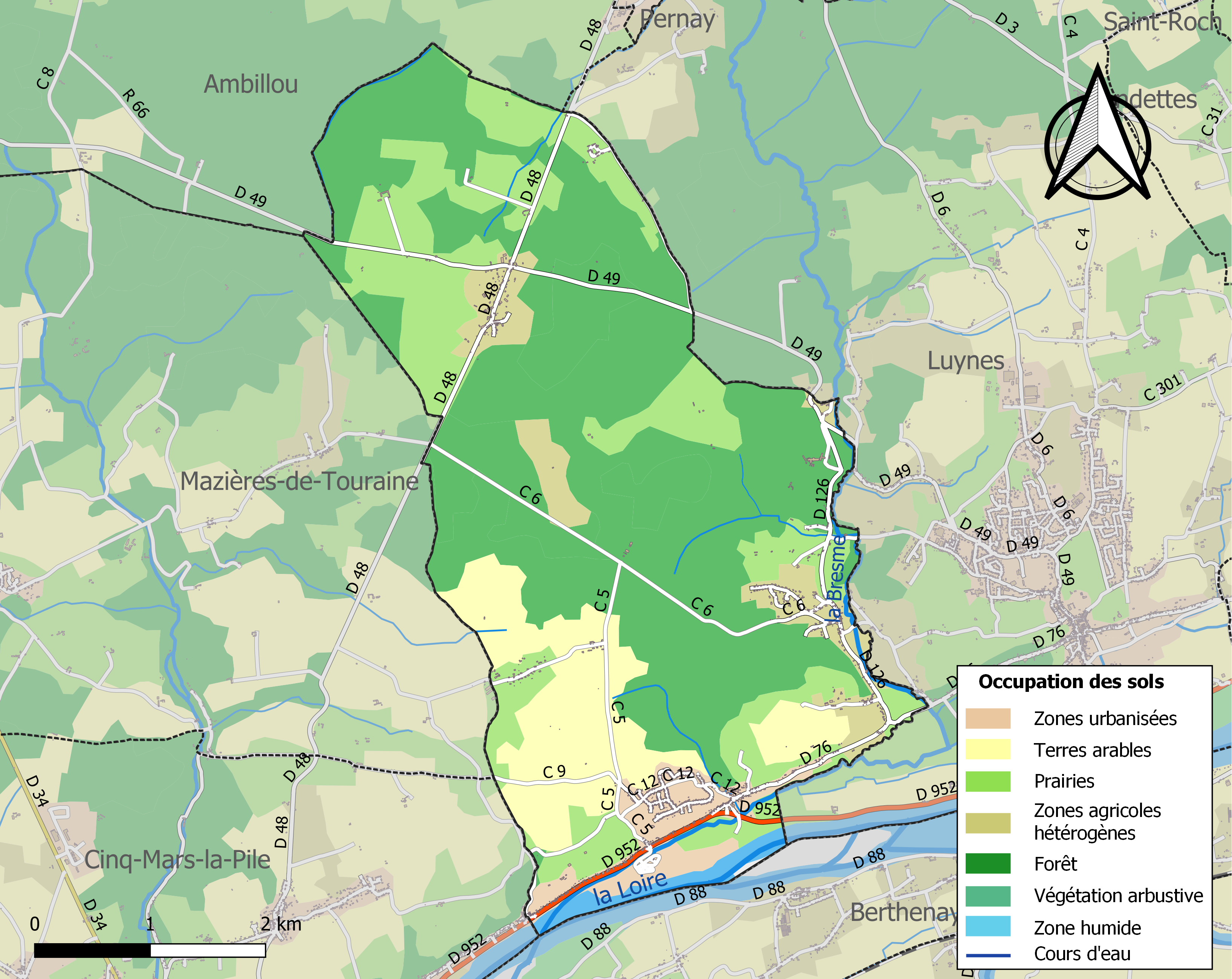
Carte des infrastructures et de l'occupation des sols de la commune en 2018 (CLC).

### Risques majeurs
Le territoire de la commune de Saint-Étienne-de-Chigny est vulnérable à différents aléas naturels : météorologiques (tempête, orage, neige, grand froid, canicule ou sécheresse), inondations, mouvements de terrains et séisme (sismicité faible). Un site publié par le BRGM permet d'évaluer simplement et rapidement les risques d'un bien localisé soit par son adresse soit par le numéro de sa parcelle.
Certaines parties du territoire communal sont susceptibles d’être affectées par le risque d’inondation par débordement de cours d'eau, notamment la Bresme et la Loire. La commune fait partie du territoire à risques importants d'inondation (TRI) de Tours, un des 21 TRI qui ont été arrêtés fin 2012 sur le bassin Loire-Bretagne et portés à 22 lors de l'actualisation de 2018. Des cartes des surfaces inondables ont été établies pour trois scénarios : fréquent (crue de temps de retour de 10 ans à 30 ans), moyen (temps de retour de 100 ans à 300 ans) et extrême (temps de retour de l'ordre de 1 000 ans, qui met en défaut tout système de protection),. La commune a été reconnue en état de catastrophe naturelle au titre des dommages causés par les inondations et coulées de boue survenues en 1999,.

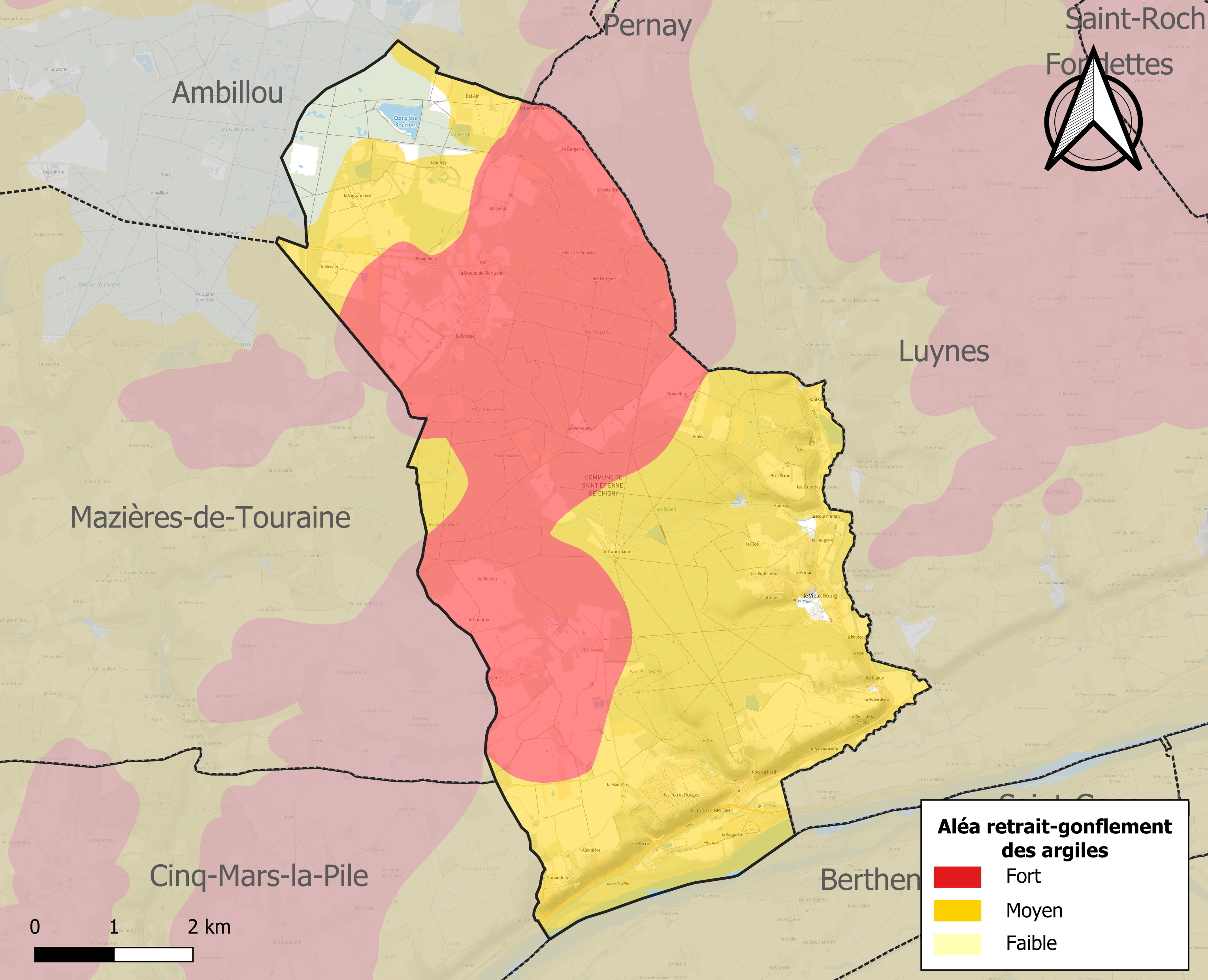
Carte des zones d'aléa retrait-gonflement des sols argileux de Saint-Étienne-de-Chigny.

La commune est vulnérable au risque de mouvements de terrains constitué principalement du retrait-gonflement des sols argileux. Cet aléa est susceptible d'engendrer des dommages importants aux bâtiments en cas d’alternance de périodes de sécheresse et de pluie. 94,7 % de la superficie communale est en aléa moyen ou fort (90,2 % au niveau départemental et 48,5 % au niveau national). Sur les 706 bâtiments dénombrés sur la commune en 2019, 699 sont en aléa moyen ou fort, soit 99 %, à comparer aux 91 % au niveau départemental et 54 % au niveau national. Une cartographie de l'exposition du territoire national au retrait gonflement des sols argileux est disponible sur le site du BRGM,.
Concernant les mouvements de terrains, la commune a été reconnue en état de catastrophe naturelle au titre des dommages causés par la sécheresse en 1990, 2005, 2011 et 2019 et par des mouvements de terrain en 1999, 2001, 2003, 2007 et 2012.

## Histoire
Dans le cartulaire de l'archevêché de Tours du XIIIe siècle, la paroisse est appelée, S. Stephanus de Eschigne, sive de Chigneio. Sous l'ancien régime, la paroisse fait partie de la Baronnie de Maillé, puis du Duché-Pairie de Luynes.
Au cours de la Révolution française, la commune porta provisoirement le nom de Chigné-les-Bois ou de Chigny-les-Bois.

## Politique et administration

### Liste des maires
| Période                                  | Période  | Identité                  | Étiquette | Qualité    |
| ---------------------------------------- | -------- | ------------------------- | --------- | ---------- |
| 1801                                     | 1807     | Béatrix                   |           |            |
| 1807                                     | 1816     | Jean Boureau              |           |            |
| 1816                                     | 1846     | Philippe de la Béraudière |           |            |
| 1846                                     | 1852     | Jean Ploquin              |           |            |
| 1852                                     | 1870     | Gaudin                    |           |            |
| 1870                                     | 1874     | Rougé-Besnard             |           |            |
| 1874                                     | 1878     | François Berger-Bidault   |           |            |
| 1900                                     | 1904     | Louis LEROUX              |           |            |
| mars 2001                                | mai 2020 | Patrick Chalon            | DVG       | Professeur |
| mai 2020                                 | En cours | Régis Salic               | DVG       |            |
| Les données manquantes sont à compléter. |          |                           |           |            |

### Tendances politiques et résultats
| Scrutin             | Scrutin             | 1er tour | 1er tour  | 1er tour | 1er tour | 1er tour  | 1er tour | 1er tour | 1er tour  | 1er tour | 1er tour | 1er tour | 1er tour | 2d tour | 2d tour | 2d tour | 2d tour | 2d tour | 2d tour |
| Scrutin             | Scrutin             | 1er      | 1er       | %        | 2e       | 2e        | %        | 3e       | 3e        | %        | 4e       | 4e       | %        | 1er     | 1er     | %       | 2e      | 2e      | %       |
| ------------------- | ------------------- | -------- | --------- | -------- | -------- | --------- | -------- | -------- | --------- | -------- | -------- | -------- | -------- | ------- | ------- | ------- | ------- | ------- | ------- |
| Présidentielle 2017 | Présidentielle 2017 |          | LFI       | 27,05    |          | EM        | 23,87    |          | FN        | 18,44    |          | LR       | 13,63    |         | EM      | 67,53   |         | FN      | 32,47   |
| Présidentielle 2022 | Présidentielle 2022 |          | LREM      | 29,23    |          | LFI       | 26,37    |          | RN        | 20,77    |          | REC      | 6,15     |         | LREM    | 58,95   |         | RN      | 41,05   |
| Législatives 2022   | 5e                  |          | PCF-Nupes | 30,51    |          | MoDem-Ens | 25,27    |          | RN        | 17,69    |          | LR       | 9,03     |         | MoDem   | 60,28   |         | RN      | 39,72   |
| Législatives 2024   | 5e                  |          | PCF-NFP   | 32,64    |          | RN        | 31,53    |          | MoDem-Ens | 23,03    |          | LR       | 9,61     |         | MoDem   | 60,42   |         | RN      | 39,58   |

## Population et société

### Démographie
L'évolution du nombre d'habitants est connue à travers les recensements de la population effectués dans la commune depuis 1793. Pour les communes de moins de 10 000 habitants, une enquête de recensement portant sur toute la population est réalisée tous les cinq ans, les populations de référence des années intermédiaires étant quant à elles estimées par interpolation ou extrapolation. Pour la commune, le premier recensement exhaustif entrant dans le cadre du nouveau dispositif a été réalisé en 2006.

En 2022, la commune comptait 1 595 habitants, en évolution de +0,76 % par rapport à 2016 (Indre-et-Loire : +1,67 %, France hors Mayotte : +2,11 %).
| 1793 | 1800 | 1806 | 1821 | 1831 | 1836 | 1841 | 1846  | 1851  |
| ---- | ---- | ---- | ---- | ---- | ---- | ---- | ----- | ----- |
| 781  | 695  | 826  | 921  | 979  | 977  | 990  | 1 050 | 1 002 |

| 1856 | 1861  | 1866 | 1872 | 1876 | 1881 | 1886 | 1891 | 1896 |
| ---- | ----- | ---- | ---- | ---- | ---- | ---- | ---- | ---- |
| 991  | 1 007 | 986  | 900  | 935  | 898  | 927  | 932  | 860  |

| 1901 | 1906 | 1911 | 1921 | 1926 | 1931 | 1936 | 1946 | 1954 |
| ---- | ---- | ---- | ---- | ---- | ---- | ---- | ---- | ---- |
| 832  | 827  | 742  | 669  | 711  | 682  | 630  | 725  | 739  |

| 1962 | 1968 | 1975 | 1982 | 1990  | 1999  | 2006  | 2011  | 2016  |
| ---- | ---- | ---- | ---- | ----- | ----- | ----- | ----- | ----- |
| 735  | 692  | 607  | 846  | 1 164 | 1 321 | 1 364 | 1 455 | 1 583 |

| 2021  | 2022  | - | - | - | - | - | - | - |
| ----- | ----- | - | - | - | - | - | - | - |
| 1 614 | 1 595 | - | - | - | - | - | - | - |

### Enseignement
Saint-Étienne-de-Chigny se situe dans l'Académie d'Orléans-Tours (Zone B) et dans la circonscription de Saint-Cyr-sur-Loire.
L'école primaire accueille les élèves de la commune.

## Culture locale et patrimoine

### Lieux et monuments
- Église Saint-Étienne, classée en 1942 aux Monuments historiques.
- Manoir d'Andigny, inscrit en 1992 aux Monuments historiques.

### Personnalités liées à la commune
- Olympe de Gouges, auteur féministe, rédactrice de La déclaration des droits de la femme et de la citoyenne en 1791, y a rejoint son fils et y a acheté une maison peu de temps avant sa fin.
- Dans le roman Rama II d'Arthur C. Clarke, Nicole des Jardins, héroïne du Roman, fréquente l'église de Saint-Étienne-de-Chigny et vit à Beauvois.

### Héraldique
| Blason de Saint-Étienne-de-Chigny | Les armes de Saint-Étienne-de-Chigny se blasonnent ainsi : De gueules à l'étoile d'argent, au chef d'or chargé de trois croisettes potencées au pied fiché d'azur. Saint Etienne de Chigny reprend les armes de la Famille Binet , Seigneur d'Andigny en Saint-Étienne-de-Chigny de 1454 à 1555. Jérôme Binet, Maire de Tours en 1600, portait en cœur une étoile d'argent. |